# Night Time in Nevada
Night Time in Nevada è un film del 1948 diretto da William Witney.
È un musical western statunitense con Roy Rogers, Adele Mara e Andy Devine.

## Produzione
Il film, diretto da William Witney su una sceneggiatura di Sloan Nibley, fu prodotto da Edward J. White per la Republic Pictures e girato a Victorville in California. Il titolo di lavorazione fu Westerner and the Lady.

## Colonna sonora
- Over Nevada - scritta da Tim Spencer, cantata dai Sons of the Pioneers
- The Big Rock Candy Mountain - scritta da Harry McClintock, cantata da Roy Rogers
- Night-Time In Nevada - scritta da Will E. Dulmage, Clint H. O'Reilly e Richard W. Pascoe, cantata da Roy Rogers e dai Sons of the Pioneers
- Sweet Laredo Lou - musica di Bob Nolan, parole di Ed Morrisey, cantata dai Sons of the Pioneers

## Distribuzione
Il film fu distribuito negli Stati Uniti dal 5 settembre 1948 al cinema dalla Republic Pictures.
Altre distribuzioni:
- in Finlandia il 9 settembre 1949 (Yö Nevadassa)
- in Cile (Codicia sin limite)
- in Brasile (O Luar de Nevada)

## Promozione
Le tagline sono:
- "TRIGGER, SMARTEST HORSE IN PICTURES".
- "NIGHTS OF THRILLING EXCITEMENT! DAYS OF DANGER!...when train-raiding rustlers ride straight into trouble!".